# (37706) Trinchieri
1996 RN (asteroide 37706) é um asteroide da cintura principal. Possui uma excentricidade de 0.17451460 e uma inclinação de 5.36298º.
Este asteroide foi descoberto no dia 8 de setembro de 1996 por Valter Giuliani e Paolo Chiavenna em Sormano.